# Мухаметшин, Урал Гумерович
Мухаметшин Урал Гумерович (28 февраля 1953, Уфа — 30 декабря 2016, Уфа) — российский живописец, Заслуженный художник Республики Башкортостан (2006).

## Биография
Урал с братом каждое лето проводил в поселке Кандры у бабушки. Здесь же позже были созданы картины «Бабье лето в Старых Кандрах» и «Портрет отца».
В 1980 году окончил художественное отделение Уфимского института искусств.
До своей кончины жил и работал в г. Уфе.
Картины художника хранятся в БГХМ им. М. В. Нестерова в Уфе, в частных коллекциях.
Скончался 30 декабря 2016 года.

## Картины
«Крестьянская война. Пугачев и Салават», «Портрет Мифтахетдина Акмуллы», «Бабье лето в Старых Кандрах» (2008), «Портрет матери» (2010), «Крестьянская война» (2008), «Новолуние», «Портрет Касима Девлеткильдеева», «Портрет отца», «Кони — фронту» — посвященная 112-й Башкирской кавалерийской дивизии и др.

## Выставки
Мухаметшин Урал Гумерович — участник республиканских, зональных, региональных, межрегиональной, всероссийских, всесоюзных и международной выставок с 1975 года.

## Награды и звания
Заслуженный художник Республики Башкортостан (2006).